# Jogye
 (juillet 2022).
Si vous disposez d'ouvrages ou d'articles de référence ou si vous connaissez des sites web de qualité traitant du thème abordé ici, merci de compléter l'article en donnant les références utiles à sa vérifiabilité et en les liant à la section « Notes et références ».

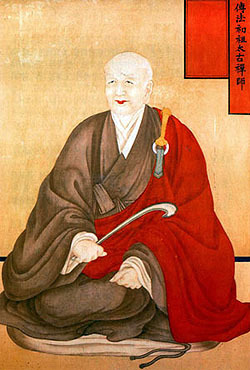
Portrait de Taego Bou, maître Seon du XIVe siècle

L´ordre Jogye (coréen : 조계종, « Chogye Chong »), officiellement « Ordre Jogye du bouddhisme coréen », est l´ordre représentant le bouddhisme coréen traditionnel. Il tire son origine du maître Doui qui importa le Sôn (une variante du Zen) et les enseignements du sixième patriarche, Huineng, depuis la Chine vers l'an 820.

## Nom
Le mot chogye (jogye) est la prononciation coréenne du mot chinois Caoxin, nom de la montagne Caoxinshan, sur laquelle résidait Huineng,. L'adoption de ce mot vise à établir clairement le lignage avec le chan chinois, tout en incorporant les principaux courants de pensée et de pratique du bouddhisme coréen.
Le mot a été utilisé la première par le moine Uicheon, afin de renvoyer à l'« École Sôn des Neuf Montagnes », et il fut utilisé à plusieurs reprises pour bien marquer l'origine indigène du courant Sôn.

## Histoire
En 826, les « neuf montagnes de Seon » (ou « écoles »), provenant du bouddhisme chan, ont pris le nom d´« ordre Jogye ». Elles ont joué un grand rôle dans le développement du royaume de Silla. Durant l'époque Goryeo (918-1392), les maîtres Bojo Jinul et Taego Bou (57e patriarche) ont conduit d'importantes réformes Seon. Jinul, en particulier, chercha à développer un ordre qui avait pour fondement les pratiques directes du Seon, mais qui accordait également de l'importance à l'étude des sutras et à la récitation du nom d'Amitābha, tel qu'on le trouve dans les enseignements de la Terre pure. Le précepte de base prôné par Jinul était « l'illumination subite suivie d'une progression graduelle »,.

### 1392 - 1910

Bouddha au temple de Bongeunsa, à Séoul.

L'ordre Jogye était donc établi comme l'ordre représentant le mouvement Seon jusqu'à la persécution conduite par la dynastie Joseon (1392-1910). En raison de sa nature inclusive et de l'accent mis sur la discipline permanente, le Jogye a obtenu un soutien considérable de l'establishment militaire et s'est développé dans les monastères de toute la péninsule coréenne.
Cependant, pendant près de cinq cents ans, le bouddhisme va être réprimé au profit du néo-confucianisme. Sous le règne du roi Sejong (1418-1450), deux sectes se forment, l'une regroupant les écoles doctrinales, l'autre regroupant les écoles Seon. Ces sectes furent temporairement dissoutes sous le règne du roi Yeonsangun (1494-1506), ce qui entraîna une grande confusion.
Toutefois, pendant les invasions Hideyoshi de la fin du XVIe siècle, les maitres Seosan (63e patriarche) et Samyeong (64e patriarche) ont levé des armées qui ont protégé le pays, ce qui a amélioré la situation des bouddhistes pendant un certain temps. Néanmoins, il a fallu attendre les réformes de 1895 pour que les moines obtiennent le droit de revenir dans les villes. Puis, en 1899, sous la direction du maitre Gyeongheo (75e patriarche, 1849-1912), des moines du temple Haeinsa lancèrent une pétition pour rétablir les traditions et les bases philosophiques d´un ordre bouddhiste reconstruit. Finalement, les ordres Wonjong et Imjejong, appartenant à l'école Rinzai, furent fondés, et on assista à diverses tentatives visant à faire revivre les écoles doctrinales et à rétablir les activités dans les villes, mais ces actions furent rapidement réprimés pendant l'occupation japonaise qui commença en 1910.

### Première moitié duXXesiècle
L'ordre Jogye que nous connaissons aujourd'hui est une institution moderne, formée en 1938, sous l'administration coloniale japonaise de la Corée. On peut noter quelques étapes.
En premier lieu, la réaction à l'occupation par le Japon fut mitigée au sein de la Jogye. Alors que certains collaboraient avec les autorités, des moines comme Yongsong  (76e patriarche) et Manhae Les moines Yongsong  et Manhae furent de grands résistants face aux forces d'occupation, et ils s'efforcèrent garder vivantes les traditions bouddhistes coréennes.

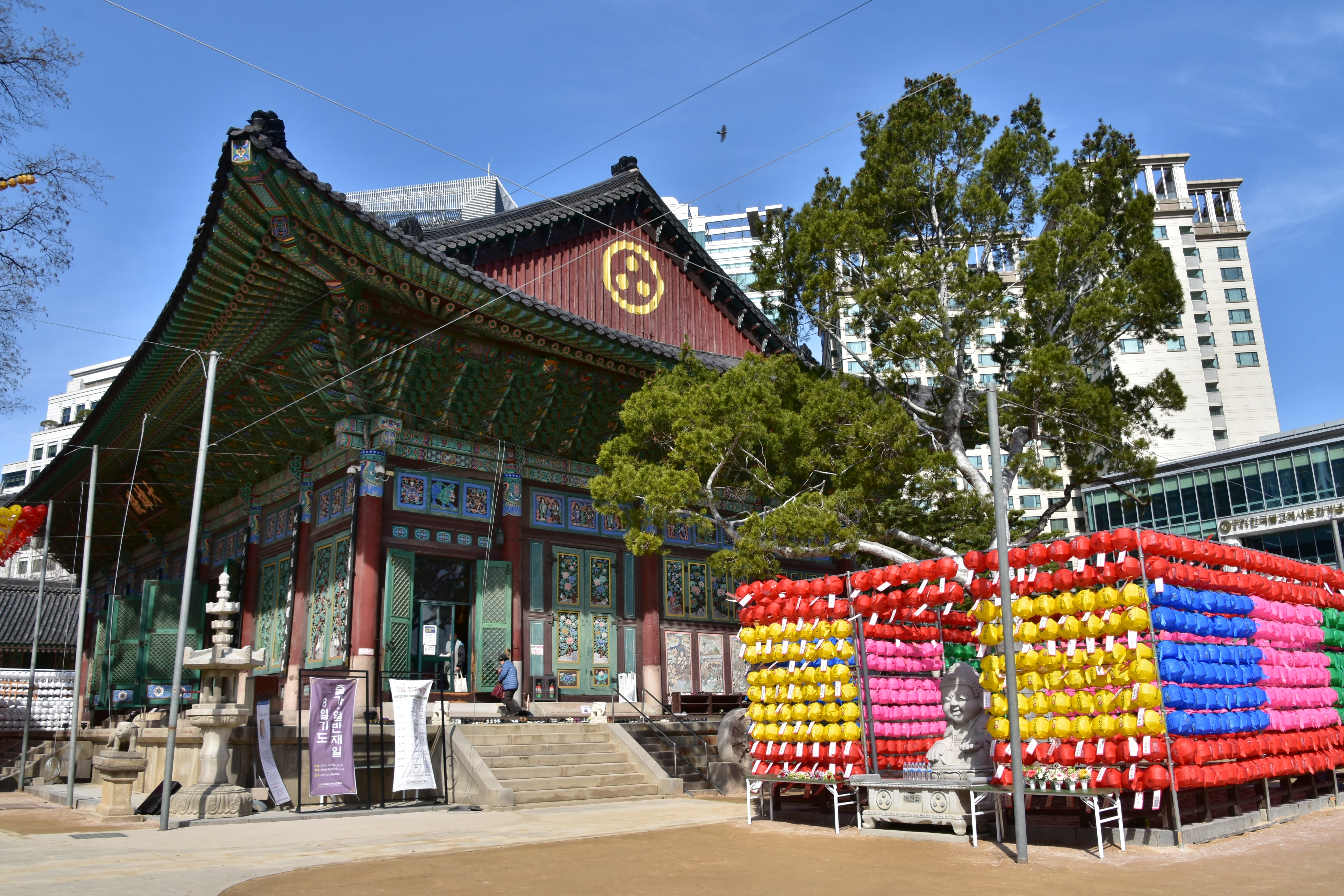
Le temple Jogyesa, siège de l'ordre Joyge. Séoul.

Le centre de méditation Sôon Sonhakwon fut créé en 1921. En 1929, une conférence des moines du bouddhisme de Joseon eut lieu. En 1937-1938, la construction de la salle principale du Bouddha au temple de Jogyesa à Séoul permit l'établissement d´un siège central. Enfin, en 1941, l'ordre Jogye du bouddhisme de Joseon a été fondé, ce groupement étant exclusivement coréen et libre de toute influence japonaise. Il s'agissait du premier ordre bouddhiste légal de la Corée moderne et du précurseur de l'ordre Jogye actuel.

### Après 1945
En 1955, après la fin de la Guerre de Corée, des moines Sôn cultivant les traditions bouddhiques coréennes entament un mouvement de purification du bouddhisme Sôn qui prendra une dizaine d'années, afin de débarrasser le bouddhisme coréen de toute vestige d'influence japonaise. Il s'agit en particulier de rétablir le célibat des moines — le mariage des moines étant précisément un reste de la présence japonaise — et de reprendre les temples aux prêtres mariés. Finalement, en 1955, l'ordre Jogye est créé, centré sur les moines célibataires, avec toutefois une dérogation — à la suite d'une médiation entre les moines plus anciens et le gouvernement — permettant d'accepter certains prêtres déjà mariés. Toutefois, cette dispute déboucha sur une scission en deux ordres: d'une part un ordre, très mineur, des moines mariés (le T'aego Chong) et d'autre part le Chogye Chong, l'« ordre Jogye du bouddhisme coréen », fondé officiellement le 11 avril 1962, avec trois buts principaux : l'entrainement et l'éducation, la propagation du bouddhisme et la traduction des sutras du hanja en coréen.
Aujourd'hui, l'ordre compte environ 15 000 moines et nonnes, avec plus de 2 000 temples et monastères organisés en vingt-cinq « districts » (ponsa).

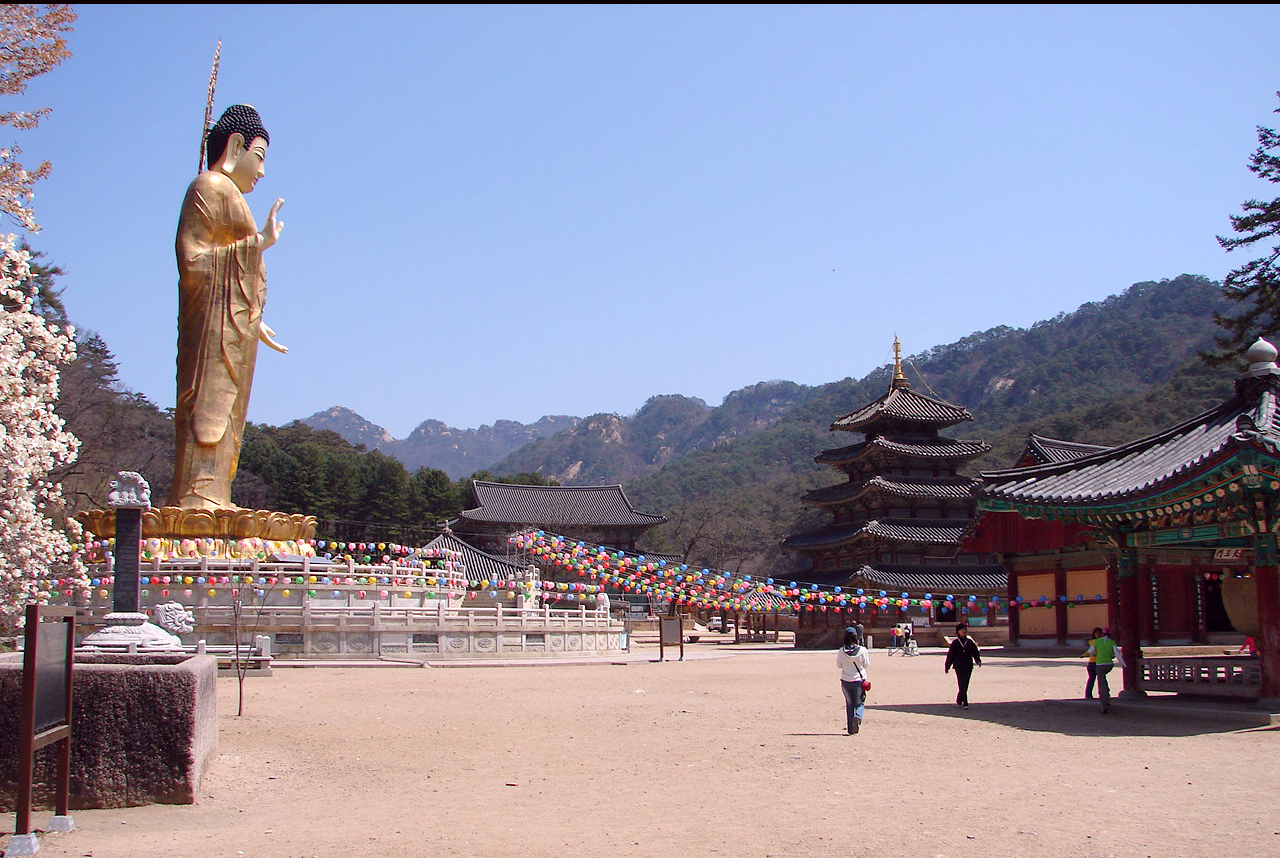
Beopjusa, un des principaux temples de l'ordre. Chungcheong du Nord.

## Liste des patriarches et lignée de transmission du Dharma
- 56/29. Shishi Qinggong (청공, 淸珙)
- 57/30/1. T'aego Pou (태고 보우, 太古 普愚, 1301–1382) (voir illustration)
- 58/31/2. Ch'anyǒng
- 58/31/2. Choi
- 58/31/2. Wǒngyu
- 58/31/2. Hwanam Honsu (1320–1392)
- 59/32/3. Kugok Kakhun
- 60/33/4. Pyǒkkye Chǒngsim (m. 1492?)
- 61/34/5. Pyǒksong Chiǒm (1464–1534)
- 62/35/6. Ilson Kyongsong (1482 - 1568)
- 62/35/6. Yǒnggwan Puyong (1485 - 1567)
- 63/36/7. Puhyŭ Sǒnsu
- 64/37/8. Pyǒgam Kaksǒng (1575 – 1660)
- 63/36/7 Chǒnghǒ Hyujǒng (청허 휴정, 淸虛 休靜, 1520 - 1604) (connu sous le nom de Sǒsan Taesa, 서산대사, 西山大師)
- 64/37/8. Soyo T'aehŭng (1562 – 1649)
- 64/37/8. Noemuk Ch'oyong
- 64/37/8. Paegun Powan
- 64/37/8. Pyokchon Uichon
- 64/37/8. Samyǒng Yujǒng (유정, 惟政 1543 – 1610) (Songun)
- 65/38/9 Pungjung Hǒnsim (P'ungdam Ŭisim)
- 66/39/10 Wǒldam Sǒlje
- 67/40/11 Hwansǒng Chian
- 68/41/12 Hoam Chejǒng
- 69/42/13 Chǒngbong Kǒan
- 70/43/14 Yulbong Chǒngwa
- 71/44/15 Kŭmhǒ Pǒpjǒm
- 72/45/16 Yŭngam Pongyu
- 73/46/17 Yǒnwǒl Pongyul
- 74/47/18 Manhwa(–sŏnsa) Posǒn
- 75/48/19 Kyǒnghǒ(–sŏnsa) Sǒngu (Hangeul: 경허선사, Hanja: 鏡虛禪師, 1849 – 1912)
- 76/49/20 Yongsong (1864 – 1940)
- 76/49/20 Suwǒl(–sŏnsa) (수월, 水月, 1855 – 1928) n'a laissé aucun successeur
- 76/49/20 Wǒlmyǒn Mangong(–sŏnsa) (만공, 滿空, 1872 - 1946)
- 77/50/21. Mansǒng (1897 – 1975) Maitre Seon
- 77/50/21. Myori Pǒphui (1887 – 1975) Maitre Seon
- 78/51/22. Songyong (1903 - 1994) Maitre Seon
- 77/50/21. Haeam Hyǒnmu (1886 – 1985) Maitre Seon
- 77/50/21. Paekcho (1893 – 1986)
- 77/50/21. Kobong Kyǒnguk (고봉, 1890 – 1961)
- 78/51/22. Sŭngsan Haengwon (1927 – 2004)
- 79/52/23/1. Sǒnghyang (Barbara Rhodes) USA
- 79/52/23/1. Bonshim (Aleksandra Porter) Polonaise
- 76/49/20 Hanam(–sŏnsa) Chungwǒn (1876 – 1951)
- 76/49/20 Hyewǒl(–sŏnsa) Haemyong (혜월 혜명, 慧月 慧明, 1861 – 1937)

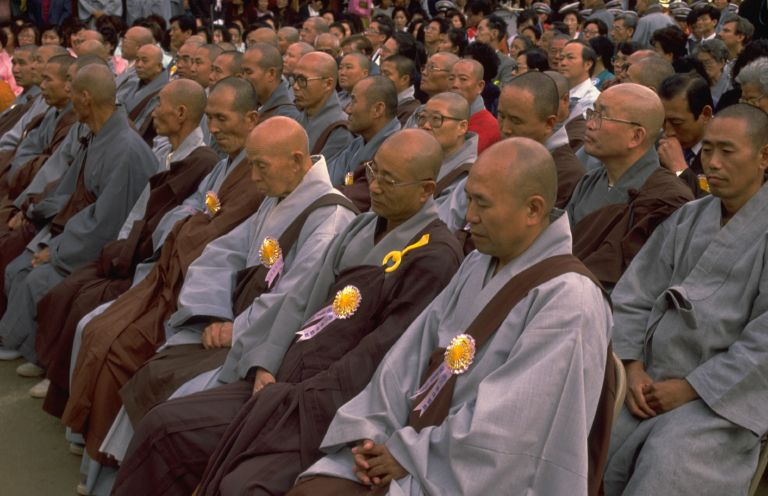
Rencontre du sangha Joyge au, Corée.

- 77/50/21 Pak Kumbong
- 77/50/21 Chong Unbong

## Temples principaux
Les nombreux temples de l´ordre Jogye sont regroupés sous la direction de 24 temples principaux. Chacun de ces temples supervise un district.
1. Jogyesa:  Gyeonji-dong, Jongno-gu, Séoul.
2. Yongjusa:  Taean-eup, Hwaseong, Gyeonggi-do.
3. Sinheungsa:  Seorak-dong, Sokcho, Gangwon-do.
4. Woljeongsa:  Jinbu-myeon, district de Pyeongchang, Gangwon-do.
5. Beopjusa: Naesongni-myeon, district de Boeun, Chungcheongbuk-do.
6. Magoksa	: Sagok-myeon, Gongju, Chungcheongnam-do.
7. Sudeoksa:  Deoksan-myeon, district de Yesan, Chungcheongnam-do.
8. Jikjisa	: Daehang-myeon, Gimcheon, Gyeongsangbuk-do.
9. Donghwasa:  Dohak-dong, Dong-gu, Daegu.
10. Eunhaesa:  Cheongtong-myeon, Yeongcheon, Gyeongsangbuk-do.
11. Bulguksa:  Jinhyeon-dong, Gyeongju, Gyeongsangbuk-do.
12. Haeinsa:  Gaya-myeon, district de Hapcheon, Gyeongsangnam-do.
13. Ssanggyesa:  Hwagae-myeon, district de Hadong, Gyeongsangnam-do.
14. Beomeosa:  Cheongnyong-dong, Geumjeong-gu, Busan.
15. Tongdosa:  Habuk-myeon, Yangsan, Gyeongsangnam-do.
16. Gounsa	: Danchon-myeon, district de Uiseong, Gyeongsangbuk-do.
17. Geumsansa: Geumsan-myeon, Gimje, Jeollabuk-do.
18. Baekyangsa:  Bukha-myeon, district de Jangseong, Jeollanam-do.
19. Hwaeomsa:  Masan-myeon, district de Gurye, Jeollanam-do.
20. Songgwangsa:  Songgwang-myeon, Suncheon, Jeollanam-do.
21. Daeheungsa:  Samsan-myeon, district de Haenam, Jeollanam-do.
22. Gwaneumsa:  Ara-dong, Jeju, Jeju-do.
23. Seonunsa:  Asan-myeon, district de Gochang, Jeollabuk-do.
24. Bongseonsa:  Jinjeop-eup, Namyangju, Gyeonggi-do.